# 索伊恩山脈

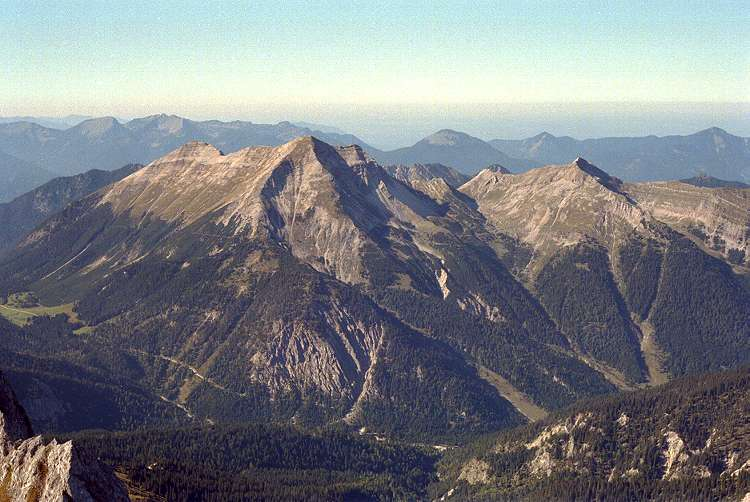

47°29′00″N 11°20′00″E / 47.48333°N 11.33333°E
索伊恩山脈（德語：Soierngruppe），是德國的山脈，位於該國東南部，由巴伐利亞負責管轄，屬於卡爾文德爾山脈的一部分，最高點是海拔高度2,257米的索伊爾恩峰。